# Sachpfändung
Die Sachpfändung oder Zwangsvollstreckung in körperliche Sachen ist nach den Regeln der deutschen Zivilprozessordnung (ZPO) neben der Pfändung von Forderungen und anderen Vermögenswerten eine Form der Zwangsvollstreckung in das bewegliche Vermögen. Geregelt ist die Sachpfändung in §§ 808 ff. ZPO, die Pfändung von Forderungen und anderen Vermögenswerten in §§ 828 ff. ZPO. Die Zwangsvollstreckung in das unbewegliche Vermögen, insbesondere von Grundstücken richtet sich dagegen nach §§ 864 ff. ZPO und dem Gesetz über die Zwangsversteigerung und die Zwangsverwaltung.
Im Normalfall erfolgt die Pfändung körperlicher Gegenstände dadurch, dass der Gerichtsvollzieher den Schuldner aufsucht und bei ihm bewegliche Sachen pfändet, in amtlichen Gewahrsam nimmt und später versteigert. Der Erlös der Versteigerung wird dann an den Gläubiger ausgekehrt.
Vor der Sachpfändung geschützt sind die in § 811 ZPO genannten unpfändbaren Sachen, zum Beispiel Prothesen, Brillen oder Kleidungsstücke. An sich unpfändbare Gegenstände können jedoch im Wege der Austausch- oder der Vorwegpfändung ausnahmsweise gepfändet werden.
Statistisch gesehen ist die Sachpfändung heute eher selten geworden. Wichtigste Pfändungsart ist die Pfändung von Geldforderungen mittels Pfändungs- und Überweisungsbeschluss.